# Liste der Abgeordneten zum Österreichischen Abgeordnetenhaus (VI. Legislaturperiode)
Diese Liste der Abgeordneten zum Österreichischen Abgeordnetenhaus (VI. Legislaturperiode) listet alle Abgeordneten zum österreichischen Abgeordnetenhaus während der VI. Legislaturperiode auf. Die Legislaturperiode umfasste mit der IX. Session lediglich eine Session (Sitzungsperiode), die vom 7. Oktober 1879 bis zum 23. April 1885 reichte.

## Funktionen

### Präsident und Vizepräsidenten
Den Vorsitz hatte zunächst der Alterspräsident Nikolaus Negrelli inne, der den Vorsitz von der ersten Sitzung am 7. Oktober 1879 bis zum 14. Oktober 1879 ausübte. Am 14. Oktober 1879 erfolgte die Wahl des Präsidenten und der Vizepräsidenten, wobei Franz Coronini-Cronberg bei seiner Wahl zum Präsidenten 338 von 341 abgegebenen Stimmen erhielt. Drei Stimmzettel waren bei der Wahl leer geblieben. Zum ersten Vizepräsidenten wurde der galizische Abgeordnete Franciszek Smolka gewählt, der sich mit 180 Stimmen gegen den böhmischen Abgeordneten Franz Klier durchsetzen konnte. Klier hatte 156 Stimmen erhalten, 3 Stimmzettel waren leer geblieben. Bei der Wahl zum zweiten Vizepräsidenten erzielte der steirische Abgeordnete Hermann Gödel-Lannoy 174 Stimmen, Klier scheiterte mit 154 Stimmen erneut bei der Wahl. Zusätzlich hatte bei der Wahl der Abgeordnete des Kronlands Istrien Franz Vidulich drei Stimmen erhalten, vier Stimmzettel waren bei der Wahl leer geblieben.
Nachdem Coronini sein Mandat mit Schreiben vom 11. März 1881 zurückgelegt hatte, wurde der bisherige Vizepräsident Smolka mit 184 Stimmen zum neuen Präsidenten gewählt. Bei der Wahl hatte zudem der steirische Abgeordnete Karl Rechbauer 146 Stimmen erzielt, neun Stimmzettel waren leer geblieben. In das freigewordenen Amt des Vizepräsidenten wurde am 15. März 1881 der böhmische Abgeordnete Ferdinand Lobkowicz gewählt. Er erhielt 163 Stimmen, während sein Mitbewerber, der schlesische Abgeordnete Johann Demel 149 Stimmen bekam. Zudem waren sechs Stimmzettel leer geblieben, vier Stimmen waren auf den Abgeordneten Streudel entfallen, eine Stimme auf den Abgeordneten Klier.

### Schriftführer
Nachdem in der Eröffnungssitzung am 7. Oktober 1879 Josef Fanderlik, Ernst Bareuther, Josef Schneid von Treuenfeld und Cajetan Bulat in das Amt der Schriftführer bestellt worden waren kam es in der 2. Sitzung am 14. Oktober 1879 zur Wahl der Schriftführer. Bei dieser Wahl wurden Jaromír Čelakovský (Böhmen), Julian Czerkawski (Galizien), Adalbert Dzieduszycki (Galizien), Oskar Falke (Steiermark), Viktor von Fuchs (Salzburg), Friedrich Nitsche (Böhmen), Josip Poklukar (Krain), Eduard von Raab (Niederösterreich), Heinrich Reschauer (Böhmen), Anton Stöhr (Böhmen), Benno Taufferer (Krain) und Franz Thun-Hohenstein (Böhmen) gewählt.
In der Folge kam es in der Funktion der Schriftführer auf Grund von Mandatsniederlegungen oder dem Verzicht auf die Funktion zu ständigen Wechseln. Bereits am 28. Oktober 1879 wurde Ferdinand Kotz von Dobrž ab der Stelle des ausgeschiedenen Abgeordneten Stöhr zum Schriftführer gewählt, am 14. November 1879 folgte Josef Schneid von Treuenfeld dem ebenfalls ausgeschiedenen Abgeordneten Poklukar nach. Nachdem der Abgeordnete Falke auf die Funktion verzichtet hatte und der Abgeordnete Čelakovský ausgeschieden war, wurden am 18. November 1881 die Abgeordneten Vincenz Hevera und Anton Meißler nach, am 10. Dezember 1881 wurde zudem der beurlaubte Abgeordnete von Schneider durch den Abgeordneten Alois Hippoliti ersetzt. In der Folge legte auch Heinrich Reschauer am 14. Dezember 1881 seine Funktion nieder, er wurde jedoch am Folgetag wiedergewählt. Nach dem Mandatsverzicht des Abgeordneten von Thun wurde am 24. Jänner 1882 Friedrich Karl Kinsky zum Schriftführer gewählt, zudem löste am 8. Mai 1882 Jan Spławiński den Abgeordneten Dzieduszycki ab, der auf diese Funktion verzichtet hatte. Nach dem Tod von Ferdinand Kotz von Dobrž und dem Verzicht von Friedrich Karl Kinsky auf sein Schriftführeramt wurden die Abgeordneten Theodor Dobler und Lobkowicz Ferdinand am 6. Dezember 1882 nachgewählt. Nachdem Ferdinand von Lobkowitz auf seine Funktion verzichtet hatte, nominierte das Abgeordnetenhaus am 8. Februar 1884 Johann Dobrženský als Schriftführer anch. Zu den letzten Rochaden kam es am 9. Dezember 1884 bzw. am 13. Februar 1885, als Wilhelm Neuber bzw. August Starzeński den ausgeschiedenen Abgeordneten Reschauer bzw. Czerkawski nachfolgten.

### Ordner
Die Funktion eines Ordners hatten während der gesamten Legislaturperiode die Abgeordneten Josef Fanderlik (Mähren) und Nikolaus Dumba (Niederösterreich) inne. Sie waren in der 2. Sitzung am 14. Oktober 1879 gewählt worden.

### Abteilungen
Durch Einlosung wurden die Abgeordneten den insgesamt neun Abteilungen zugewiesen, die aus rund 40 Abgeordneten bestanden. Die Abteilungen wählten ihrerseits je einen Obmann bzw. Obmann-Stellvertreter und zwei Schriftführer. Die Funktion eines Obmanns hatten Georg Christian von Lobkowicz aus Böhmen (I. Abteilung), Eduard von Herbst aus Böhmen (II. Abteilung), Anton von Banhans aus Böhmen (III. Abteilung), Franciszek Smolka aus Galizien (IV. Abteilung), Kajetan Posselt aus Böhmen (V. Abteilung), Karl Hohenwart aus der Krain (VI. Abteilung), Karl Wolfrum aus Böhmen (VII. Abteilung), Christian d’Elvert aus Mähren (VIII. Abteilung) und Franz Vidulich aus Istrien (IX. Abteilung) inne.

### Abgeordnete
| Name                                         | Kronland          | Kurie                               | Region                                                     | Anmerkung |
| -------------------------------------------- | ----------------- | ----------------------------------- | ---------------------------------------------------------- | --- |
| Abrahamowicz David                           | Galizien          | Landgemeinden                       | Lemberg, Grodek, Jawworow etc.                             | am 26. März 1881 angelobt |
| Adámek Karel                                 | Böhmen            | Landgemeinden                       | Reichenau, Senftenberg etc.                                | Mandatsverzicht in der Sitzung am 30. November 1880 verkündet |
| Alter von Waltrecht Rudolf                   | Böhmen            | Städte                              | Prag, Kleinseite                                           | |
| Attems Franz                                 | Steiermark        | Großgrundbesitz                     |                                                            | am 15. Jänner 1883 angelobt |
| Auspitz Rudolf                               | Mähren            | Städte                              | Nikolsburg, Auspitz                                        | |
| Badenfeld Franz Carl                         | Mähren            | Großgrundbesitz                     |                                                            | Mandatsverzicht nach Wahl in der Sitzung am 4. Dezember 1883 verkündet, wurde nie ange-lobt |
| Bärnfeind Anton                              | Steiermark        | Landgemeinden                       | Judenburg etc.                                             | |
| Banhans Anton                                | Böhmen            | Städte                              | Saaz, Postelberg etc.                                      | |
| Barbo-Waxenstein Josef Emanuel               | Krain             | Landgemeinden                       | Gottschee, Treffen, Rathschach etc.                        | 1879 verstorben |
| Bareuther Ernst                              | Böhmen            | Städte                              | Eger, Franzensbad etc.                                     | |
| Bartmański Oswald                            | Galizien          | Großgrundbesitz                     |                                                            | Mandatsverzicht in der Sitzung am 4. Dezember 1884 |
| Bartoszewski Karol                           | Galizien          | Städte                              | Rzeszow, Jaroslau                                          | am 4. Dezember 1884 angelobt |
| Baum von Appelshofen Józef                   | Galizien          | Landgemeinden                       | Wadowice, Myslenice etc.                                   | am 11. März 1883 verstorben |
| Beer Adolf                                   | Mähren            | Städte                              | Sternberg, Neustadt etc.                                   | |
| Beeß Georg                                   | Schlesien         | Großgrundbesitz                     |                                                            | |
| Belcredi Egbert                              | Mähren            | Großgrundbesitz                     |                                                            | |
| Benoé Atanazy                                | Galizien          | Großgrundbesitz                     |                                                            | am 14. März 1882 angelobt |
| Berchtold Sigismund                          | Mähren            | Großgrundbesitz                     |                                                            | |
| Bertolini-Monteplaneta Karl                  | Tirol             | Städte / Handels- und Gewerbekammer | Roveredo, Mori, Arco etc. / Roveredo                       | |
| Biliński Leon                                | Galizien          | Städte                              | Stanislau, Tyśmienica                                      | am 7. April 1883 angelobt |
| Blaschka Johann                              | Böhmen            | Städte                              | Gablonz, Liebenau etc.                                     | |
| Bloch Josef Samuel                           | Galizien          | Städte                              | Kolomyja, Sniatyn, Buczacz                                 | am 4. Dezember 1884 angelobt |
| Bodyński Maksymilian                         | Galizien          | Handels- und Gewerbekammer          | Lemberg                                                    | Mandatsverzicht in der Sitzung am 15. April 1880 verkündet |
| Bohaty Adolf                                 | Böhmen            | Handels- und Gewerbekammer          | Reichenberg                                                | am 4. Dezember 1884 angelobt |
| Borelli-Wrana Manfred                        | Dalmatien         | Höchstbesteuerte                    |                                                            | |
| Bossi-Fedrigotti Wilhelm                     | Tirol             | Großgrundbesitz                     | Zweiter Wahlkörper                                         | am 23. November 1881 angelobt |
| Brandeis Heinrich                            | Oberösterreich    | Landgemeinden                       | Freistadt, Perg etc.                                       | |
| Brauner Franz                                | Böhmen            | Landgemeinden                       | Pilsen, Kralowitz etc.                                     | am 29. Juni 1880 verstorben |
| Brenner-Felsach Josef                        | Niederösterreich  | Großgrundbesitz                     |                                                            | am 4. Dezember 1884 angelobt |
| Brestel Rudolf                               | Niederösterreich  | Städte                              | Wien, I. Bezirk                                            | am 3. März 1881 verstorben |
| Budig Johann                                 | Mähren            | Städte                              | Mährisch-Trübau, Zwittau, Aussee etc.                      | |
| Bulat Cajetan                                | Dalmatien         | Landgemeinden                       | Spalato, Lesina, Lissa                                     | |
| Burgstaller von Bidischini Josef             | Triest            | Stadt Triest                        | zweiter und dritter Wahlkörper                             | am 10. Februar 1882 angelobt |
| Čapek Franz                                  | Böhmen            | Landgemeinden                       | Jičín, Neupaka etc.                                        | am 15. Februar 1882 angelobt, Mandatsverzicht in der Sitzunga am 5. Dezember 1882 ver-kündet                                                                                                   |
| Carneri Bartholomäus                         | Steiermark        | Großgrundbesitz                     |                                                            | |
| Čelakovský Jaromír                           | Böhmen            | Landgemeinden                       | Časlau, Kuttenberg etc.                                    | |
| Chamiec-Jaxa Antoni                          | Galizien          | Landgemeinden                       | Zaleszczyki, Borszczow, Horodenka etc.                     | |
| Chełmecki Jan                                | Galizien          | Landgemeinden                       | Neu-Sandec, Limanowa, Neumarkt etc.                        | |
| Chlumecký Johann                             | Mähren            | Städte                              | Brünn                                                      | am 30. November 1880 angelobt |
| Chrzanowski Leon                             | Galizien          | Großgrundbesitz                     |                                                            | |
| Ciani Johann                                 | Tirol             | Städte                              | Trient, Cles, Fonde etc.                                   | am 9. Oktober 1879 angelobt |
| Clam-Martinic Jindřich                       | Böhmen            | Großgrundbesitz                     |                                                            | |
| Clam-Martinic Richard                        | Böhmen            | Großgrundbesitz                     |                                                            | |
| Claudi Eduard                                | Böhmen            | Städte                              | Budweis                                                    | |
| Consolati Peter                              | Tirol             | Großgrundbesitz                     | Zweiter Wahlkörper                                         | Mandatsverzicht in der Sitzung am 14. November 1881 verkündet |
| Coronini-Cronberg Franz                      | Görz und Gradisca | Städte / Handels- und Gewerbekammer | Görz, Cormons, Gradisca etc. / Görz                        | Mandatsverzicht per Schreiben vom 11. März 1881, am 14. November 1881 neuerlich angelobt |
| Croy Alexander                               | Niederösterreich  | Großgrundbesitz                     |                                                            | |
| Czajkowski Alfons                            | Galizien          | Großgrundbesitz                     |                                                            | |
| Czartoryski Georg                            | Galizien          | Großgrundbesitz                     |                                                            | |
| Czedik von Bründelsberg Alois                | Niederösterreich  | Städte                              | Korneuburg, Stockerau, Zistersdorf etc.                    | |
| Czerkawski Eusebius                          | Galizien          | Städte                              | Tarnopol, Brzezany                                         | |
| Czerkawski Julian                            | Galizien          | Großgrundbesitz                     |                                                            | |
| Czernin Eugen                                | Böhmen            | Großgrundbesitz                     |                                                            | am 5. Dezember 1882 angelobt |
| Dehne August                                 | Oberösterreich    | Großgrundbesitz                     |                                                            | Mandat in der Sitzung am 10. Mai 1880 aberkannt |
| Demel von Elswehr Johann                     | Schlesien         | Städte                              | Teschen, Friedek, Freistadt etc.                           | |
| Deym Franz                                   | Böhmen            | Großgrundbesitz                     |                                                            | |
| Di Pauli Josef                               | Tirol             | Städte                              | Brixen, Sterzing, Klausen etc.                             | am 9. Oktober 1879 angelobt |
| Dobler Theodor                               | Niederösterreich  | Städte                              | Krems, Stein, Zwettl etc.                                  | |
| Doblhamer Gregor                             | Oberösterreich    | Landgemeinden                       | Ried, Braunau etc.                                         | |
| Doblhoff-Dier Heinrich                       | Niederösterreich  | Großgrundbesitz                     |                                                            | |
| Dobrženský Johann                            | Böhmen            | Großgrundbesitz                     |                                                            | am 22. Jänner 1884 angelobt |
| Dormitzer Maximilian                         | Böhmen            | Handels- und Gewerbekammer          | Prag                                                       | Mandatsverzicht in der Sitzung am 30. November 1880 verkündet |
| Dostal Karl                                  | Böhmen            | Städte                              | Tabor, Patzau etc.                                         | am 5. Dezember 1882 angelobt |
| Dressler Friedrich                           | Böhmen            | Großgrundbesitz                     |                                                            | am 22. Jänner 1884 angelobt |
| Dubsky Adolf                                 | Mähren            | Großgrundbesitz                     |                                                            | |
| Duchatsch Ferdinand                          | Steiermark        | Städte                              | Marburg, Windisch-Feistritz, Windisch-Graz etc.            | Mandatsverzicht in der Sitzung am 10. Mai 1880 verkündet |
| Dürckheim-Montmartin Friedrich Eckbrecht von | Oberösterreich    | Großgrundbesitz                     |                                                            | am 10. Mai 1880 angelobt |
| Dürich Josef                                 | Böhmen            | Landgemeinden                       | Jungbunzlau, Nimburg etc.                                  | am 4. Dezember 1884 angelobt |
| Dumba Nikolaus                               | Niederösterreich  | Landgemeinden                       | Neustadt, Baden, Neukirchen etc.                           | |
| Dworski Aleksander                           | Galizien          | Städte                              | Przemysl, Grodek etc.                                      | Mandatsverzicht in der Sitzung am 10. Mai 1880 verkündet |
| Dzieduszycki Adalbert                        | Galizien          | Großgrundbesitz                     |                                                            | |
| Dzwonkowski Eduard                           | Galizien          | Großgrundbesitz                     |                                                            | |
| Edlbacher Max                                | Oberösterreich    | Städte                              | Linz, Urfahr, Ottensheim, Gallneukirchen                   | Mandatsverzicht in der Sitzung am 5. Dezember 1882 verkündet |
| Edlmann Ernst                                | Kärnten           | Landgemeinden                       | Klagenfurt, Völkermarkt etc.                               | |
| Ehrlich von Treuenstätt Ludwig               | Böhmen            | Städte                              | Reichenberg                                                | am 30. November 1880 angelobt |
| d’Elvert Christian                           | Mähren            | Städte                              | Brünn                                                      | am 5. Dezember 1882 angelobt |
| Exner Wilhelm                                | Niederösterreich  | Landgemeinden                       | Hernals, Ottakring, Währing, Klosterneuburg                | am 5. Mai 1882 angelobt |
| Falke Oskar                                  | Steiermark        | Städte                              | Hartberg, Feldbach, Fürstenfeld, Weiz, Gleisdorf etc.      | am 10. März 1883 verstorben |
| Fanderlik Josef                              | Mähren            | Städte                              | Neustadtl, Bystřitz, Jarmeritz etc.                        | |
| Fedorowicz Ladislaus                         | Galizien          | Landgemeinden                       | Żółkiew, Sokal, Rava etc.                                  | Mandatsverzicht in der Sitzung am 5. Dezember 1882 verkündet |
| Fischer Franz                                | Oberösterreich    | Landgemeinden                       | Rohrbach, Urfahr etc.                                      | |
| Fišera Václav                                | Böhmen            | Landgemeinden                       | Königgrätz, Jaroměř                                        | am 23. Jänner 1885 angelobt |
| Foltz Karl                                   | Oberösterreich    | Städte                              | Linz, Urfahr, Ottensheim, Gallneukirchen                   | |
| Foregger Richard                             | Steiermark        | Städte                              | Cilli, Praßberg, Rohitsch, Rann, Gonobitz, Schönstein etc. | |
| Forster Emanuel                              | Böhmen            | Großgrundbesitz                     |                                                            | |
| Franceschi Johann                            | Istrien           | Landgemeinden                       | Parenzo, Capod'Istria, Pola, Dignano etc.                  | |
| Friedmann Alexander                          | Niederösterreich  | Landgemeinden                       | Hernals, Ottakring, Währing, Klosterneuburg                | am 22. Februar 1882 verstorben |
| Fröschel Berthold                            | Niederösterreich  | Großgrundbesitz                     |                                                            | 1882 verstorben |
| Fuchs Viktor                                 | Salzburg          | Großgrundbesitz                     |                                                            | |
| Fürnkranz Heinrich                           | Niederösterreich  | Landgemeinden                       | Krems, Mautern, Horn etc.                                  | |
| Fürstenberg Ernst                            | Mähren            | Großgrundbesitz                     |                                                            | |
| Fürth Josef                                  | Böhmen            | Handelskammer                       | Pilsen                                                     | |
| Fux Johann                                   | Mähren            | Landgemeinden                       | Znaim, Datschitz, Nikolsburg etc.                          | am 2. Juli 1882 verstorben |
| Gabler Wilhelm                               | Böhmen            | Landgemeinden                       | Chrudim, Nassaberg, Hlinsko, Pardubitz etc.                | am 10. Dezember 1880 angelobt |
| Gärtner Josef                                | Mähren            | Landgemeinden                       | Znaim, Datschitz, Nikolsburg etc.                          | Mandatsverzicht in der Sitzung am 30. November 1880 verkündet |
| Gentilini Alois                              | Tirol             | Landgemeinden                       | Rovoredo, Riva, Tione                                      | am 6. November 1879 angelobt |
| Giovanelli Ignaz                             | Tirol             | Landgemeinden                       | Schwaz, Kufstein, Kitzbül etc.                             | |
| Giovanelli Johann                            | Tirol             | Städte / Handels- und Gewerbekammer | Bozen, Meran, Glurns etc. / Bozen                          | |
| Gniewosz-Olexów Edward                       | Galizien          | Landgemeinden                       | Sanok, Brzozów, Lisko etc.                                 | |
| Gödel-Lannoy Hermann                         | Steiermark        | Landgemeinden                       | Marburg, Gonobitz, Windischgraz etc.                       | |
| Goëss Zeno Vinzenz                           | Kärnten           | Großgrundbesitz                     |                                                            | am 18. Dezember 1880 angelobt |
| Gołda Andrzej                                | Galizien          | Landgemeinden                       | Krakau, Wieliczka etc.                                     | am 6. April 1880 angelobt |
| Gomperz Julius                               | Mähren            | Handels- und Gewerbekammer          | Brünn                                                      | |
| Graf von Gaderthurn Friedrich                | Tirol             | Landgemeinden                       | Bruneck, Brixen, Lienz, Ampezzo etc.                       | Mandatsverzicht in der Sitzung am 4. Dezember 1883 verkündet |
| Granitsch Georg                              | Niederösterreich  | Landgemeinden                       | Mistelbach, Feldsberg, Groß-Enzersdorf etc.                | |
| Grasselli Peter                              | Krain             | Städte / Handelskammer              | Laibach                                                    | am 5. Dezember 1882 angelobt |
| Grégr Eduard                                 | Böhmen            | Landgemeinden                       | Raudnitz, Laun, Melnik etc.                                | am 4. Dezember 1883 angelobt |
| Grégr Julius                                 | Böhmen            | Städte                              | Schlan, Laun etc.                                          | |
| Greuter Josef                                | Tirol             | Landgemeinden                       | Imst, Reutte, Landeck, Schlanders etc.                     | |
| Grigorcia Nikolaus                           | Bukowina          | Großgrundbesitz                     | Zweiter Wahlkörper                                         | am 5. Dezember 1882 angelobt |
| Grocholski Kazimierz                         | Galizien          | Landgemeinden                       | Tarnopol, Zbaraz, Skalat etc.                              | |
| Gross Franz                                  | Oberösterreich    | Großgrundbesitz                     |                                                            | Mandat in der Sitzung am 10. Mai 1880 aberkannt |
| Groß Gustav Robert                           | Böhmen            | Städte                              | Gablonz, Liebenau etc.                                     | Mandatsverzicht in der Sitzung am 4. Dezember 1883 verkündet |
| Grünwald Vendelin                            | Böhmen            | Städte                              | Wittingau, Neuhaus etc.-                                   | Mandatsverzicht in der Sitzung am 4. Dezember 1883 verkündet |
| Gudenus Josef                                | Niederösterreich  | Großgrundbesitz                     |                                                            | am 5. Dezember 1882 angelobt, Mandatsverzicht mit Schreiben vom 14. April 1883 |
| Haardt Friedrich Wilhelm                     | Niederösterreich  | Handels- und Gewerbekammer          | Wien                                                       | am 30. November 1880 angelobt |
| Haase Theodor                                | Schlesien         | Städte                              | Bielitz, Schwarzwasser etc.                                | |
| Hackelberg-Landau Rudolf Adam von            | Steiermark        | Großgrundbesitz                     |                                                            | |
| Haller von Hallenburg Ladislaus              | Galizien          | Großgrundbesitz                     |                                                            | Mandatsverzicht in der Sitzung am 5. Dezember 1882 verkündet |
| Hallwich Hermann                             | Böhmen            | Städte                              | Trautenau, Hohenelbe etc.                                  | |
| Handel Sigmund                               | Oberösterreich    | Großgrundbesitz                     |                                                            | Mandat in der Sitzung am 10. Mai 1880 aberkannt |
| Hanisch Julius                               | Böhmen            | Landgemeinden                       | Leitomischl, Polička, Landskron etc.                       | am 4. Dezember 1884 angelobt |
| Harrach Johann Nepomuk von                   | Böhmen            | Landgemeinden                       | Königgrätz, Jaroměř etc.                                   | Mandatsverzicht in der Sitzung am 4. Dezember 1884 verkündet |
| Hausner Otto                                 | Galizien          | Städte                              | Sambor, Stryj, Drohobycz                                   | |
| Hawelka Mathias                              | Böhmen            | Städte                              | Časlau, Kuttenberg, Chrudim etc.                           | am 30. November 1880 angelobt |
| Hayden Eduard                                | Oberösterreich    | Großgrundbesitz                     |                                                            | am 30. November 1880 angelobt |
| Heilsberg Josef Alfred                       | Steiermark        | Städte                              | Bruck, Leoben, Aflenz, Mariazell, Frohnleiten etc.         | |
| Heller Servác                                | Böhmen            | Städte                              | Schlan, Laun, Kladno etc.                                  | am 4. Dezember 1883 angelobt |
| Herbst Eduard                                | Böhmen            | Landgemeinden                       | Tetschen, Rumburg, Zwickau, Schluckenau etc.               | |
| Herman Michael                               | Steiermark        | Landgemeinden                       | Pettau, Rohitschm Luttenberg etc.                          | |
| Hermann Zacharias                            | Mähren            | Städte                              | Weißkirchen, Leipnik etc.                                  | |
| Hevera Vincenz                               | Böhmen            | Landgemeinden                       | Kolin, Poděbrad etc.                                       | |
| Hippoliti Alois                              | Tirol             | Landgemeinden                       | Trient, Borgo etc.                                         | am 14. Oktober 1879 angelobt |
| Hirsch Gustav                                | Schlesien         | Großgrundbesitz                     |                                                            | am 15. Jänner 1883 angelobt |
| Hladik Karl                                  | Böhmen            | Städte                              | Karolinenthal, Vyšehrad etc.                               | am 30. November 1880 angelobt |
| Hlávka Josef                                 | Böhmen            | Städte                              | Wittingau, Neuhaus etc.-                                   | am 4. Dezember 1883 angelobt |
| Hock Gustav                                  | Kärnten           | Landgemeinden                       | St. Veit, Wolfsberg etc.                                   | am 5. Dezember 1882 angelobt |
| Hofer Andreas                                | Tirol             | Großgrundbesitz                     | Zweiter Wahlkörper                                         | 1881 verstorben |
| Hoffer Karl                                  | Niederösterreich  | Städte                              | Wien, I. Bezirk                                            | |
| Hohenwart Karl                               | Krain             | Landgemeinden                       | Krainburg, Stein, Radmannsdorf etc.                        | |
| Hoppen Apolinary                             | Galizien          | Großgrundbesitz                     |                                                            | am 9. Oktober 1879 angelobt |
| Hormuzaki Georg                              | Bukowina          | Großgrundbesitz                     | Zweiter Wahlkörper                                         | am 14. März 1882 verstorben |
| Horodyski Tomasz                             | Galizien          | Großgrundbesitz                     |                                                            | am 17. Jänner 1885 verstorben |
| Hübner Viktor                                | Mähren            | Landgemeinden                       | Znaim, Datschitz, Nikolsburg etc.                          | am 5. Dezember 1882 angelobt |
| Hulimka Alexander                            | Galizien          | Landgemeinden                       | Żółkiew, Sokal, Rawa etc.                                  | am 30. Jänner 1883 angelobt |
| Isbary Rudolf                                | Niederösterreich  | Handels- und Gewerbekammer          | Wien                                                       | Mandatsverzicht in der Sitzung am 30. November 1880 verkündet |
| Ivanics Gustav                               | Dalmatien         | Landgemeinden                       | Zara, Pago, Arbe, Benkovaz etc.                            | |
| Jäkl Anton                                   | Böhmen            | Landgemeinden                       | Reichenberg, Böhmisch-Aischa, Gablonz etc.                 | am 30. November 1880 angelobt |
| Jahn Richard                                 | Böhmen            | Städte                              | Prag, Altstadt                                             | am 5. Dezember 1882 angelobt |
| Jaksch von Wartenhorst Friedrich             | Böhmen            | Großgrundbesitz                     |                                                            | |
| Jansa Alois                                  | Böhmen            | Städte                              | Jičín, Sobotka etc.                                        | |
| Jaques Heinrich                              | Niederösterreich  | Städte                              | Wien, I. Bezirk                                            | |
| Jasiński Josef                               | Galizien          | Landgemeinden                       | Jasło, Gorlice, Krosno etc.                                | |
| Jaworski Apolinary                           | Galizien          | Großgrundbesitz                     |                                                            | |
| Jeřábek František                            | Böhmen            | Landgemeinden                       | Jungbunzlau, Nimburg etc.                                  | Mandatsverzicht in der Sitzung am 4. Dezember 1884 verkündet |
| Jireček Josef                                | Böhmen            | Städte                              | Příbram, Birkenberg etc.                                   | |
| Kainzl Edmund                                | Böhmen            | Städte                              |                                                            | Mandatsverzicht in der Sitzung am 30. November 1880 verkündet |
| Kallir Nathan                                | Galizien          | Handels- und Gewerbekammer          | Brody                                                      | |
| Kamiński Ignacy                              | Galizien          | Städte                              | Stanislau, Tyśmienica                                      | am 9. Oktober 1879 angelobt, Mandatsverzicht per Schreiben vom 4. Februar 1883 |
| Karlon Alois                                 | Steiermark        | Landgemeinden                       | Leibnitz, Deutsch-Landsberg etc.                           | |
| Kathrein Theodor                             | Tirol             | Landgemeinden                       | Bruneck, Brixen, Lienz, Ampezzo etc.                       | am 22. Jänner 1884 angelobt |
| Keil Franz                                   | Salzburg          | Städte / Handels- und Gewerbekammer | Salzburg                                                   | |
| Kielanowski Tytus                            | Galizien          | Landgemeinden                       | Brody, Kamionka etc.                                       | |
| Kielmansegg Karl                             | Niederösterreich  | Großgrundbesitz                     |                                                            | |
| Kindermann Franz                             | Böhmen            | Städte                              | Schluckenau, Hainspach etc.                                | am 5. Dezember 1882 angelobt |
| Kinsky Christian                             | Niederösterreich  | Großgrundbesitz                     |                                                            | |
| Kinsky Friedrich Karl                        | Böhmen            | Großgrundbesitz                     |                                                            | |
| Kirschner Josef                              | Böhmen            | Landgemeinden                       | Böhmisch-Leipa, Gabel, Dauba, Weißwasser etc.              | |
| Klaić Miho                                   | Dalmatien         | Landgemeinden                       | Sign, Imoschi, Macarscam etc.                              | |
| Kletečka Emanuel                             | Böhmen            | Städte                              | Tabor, Patzau etc.                                         | Mandatsverzicht in der Sitzung am 5. Dezember 1882 verkündet |
| Klier Franz                                  | Böhmen            | Städte                              | Tetschen, Bodenbach etc.                                   | am 14. November 1884 verstorben |
| Klimeš Josef                                 | Böhmen            | Landgemeinden                       | Chrudim, Nassaberg, Hlinsko, Pardubitz etc.                | Mandatsverzicht in der Sitzung am 30. November 1880 verkündet |
| Klinkosch Heinrich                           | Oberösterreich    | Städte                              | Ried, Braunau, Mattighofen, Schärding etc.                 | |
| Klucki Stanislaus                            | Galizien          | Großgrundbesitz                     |                                                            | am 5. Dezember 1882 angelobt |
| Klun Karl                                    | Krain             | Landgemeinden                       | Laibach, Littai, Reifnitz etc.                             | |
| Knotz Alfred                                 | Böhmen            | Städte                              | Tetschen, Bodenbach etc.                                   | am 20. Jänner 1885 angelobt |
| Kochanowski von Stawczan Anton               | Bukowina          | Städte                              | Cernowitz                                                  | |
| Köpl Mathias                                 | Böhmen            | Landgemeinden                       | Krumau, Kaplitz, Neuhaus etc.                              | |
| Konopka Henryk                               | Galizien          | Großgrundbesitz                     |                                                            | Mandatsverzicht mit Schreiben vom 17. Februar 1880 |
| Kopp Josef                                   | Niederösterreich  | Städte                              | Wien, VI. Bezirk / I. Bezirk                               | Mandatsverzicht im Wahlkreis Wien VI. in der Sitzung am 29. April 1884 verkündet, am 4. Dezember 1884 als Abgeordneter des I. Bezirks neuerlich angelobt                                       |
| Kossowicz Cornel                             | Bukowina          | Städte                              | Suczawa, Sereth, Radautz etc.                              | am 30. November 1880 angelobt |
| Kotz von Dobrž Ferdinand                     | Böhmen            | Großgrundbesitz                     |                                                            | 1882 verstorben |
| Kowalski Bazyli                              | Galizien          | Landgemeinden                       | Stryi, Mikołajów, Drohobycz etc.                           | |
| Kozłowski Sigmund                            | Galizien          | Großgrundbesitz                     |                                                            | |
| Krasicki Jan                                 | Galizien          | Landgemeinden                       |                                                            | |
| Kraus Victor                                 | Steiermark        | Städte                              | Hartberg, Feldbach, Fürstenfeld, Weiz, Gleisdorf etc.      | am 4. Dezember 1883 angelobt |
| Krejčí Jan                                   | Böhmen            | Städte                              | Schlan, Lan etc.                                           | am 24. Februar 1881 angelobt, Mandatsverzicht in der Sitzung am 4. Dezember 1883 verkün-det |
| Krosta Josef                                 | Böhmen            | Städte                              | Pilsen                                                     | |
| Kronawetter Ferdinand                        | Niederösterreich  | Städte                              | Wien, VIII. Bezirk                                         | Mandatsverzicht in der Sitzung am 5. Dezember 1882 verkündet |
| Krzeczunowicz Kornel                         | Galizien          | Landgemeinden                       | Lemberg, Grodek, Jaworow etc.                              | am 21. Jänner 1881 verstorben |
| Krzysztofowicz Josef                         | Galizien          | Landgemeinden                       | Brzeżany, Rohatyn, Podhajce etc.                           | Mandatsverzicht mit Schreiben vom 5. Mai 1882 |
| Krzysztofowicz Nikolaus                      | Galizien          | Großgrundbesitz                     |                                                            | |
| Kučera Jan                                   | Böhmen            | Landgemeinden                       | Raudnitz, Laun, Melnik etc.                                | Mandatsverzicht per 1. Jänner 1880 |
| Kübeck Max                                   | Mähren            | Großgrundbesitz                     |                                                            | am 22. Jänner 1884 angelobt |
| Kułaczkowski Dionizy                         | Galizien          | Landgemeinden                       | Kałusz, Dolina, Bóbrka etc.                                | |
| Kuranda Ignaz                                | Niederösterreich  | Städte                              | Wien, I. Bezirk                                            | am 3. April 1884 verstorben |
| Kusý Wolfgang                                | Mähren            | Landgemeinden                       | Brünn, Wischau etc.                                        | |
| Kutschera Karl                               | Böhmen            | Großgrundbesitz                     |                                                            | am 14. November 1881 angelobt |
| Kvíčala Jan                                  | Böhmen            | Städte                              | Leitomischl, Polička, Landskron etc.                       | am 30. November 1880 angelobt, Mandatsverzicht in der Sitzung am 4. Dezember 1883 ver-kündet                                                                                                   |
| Lax Peter                                    | Kärnten           | Landgemeinden                       | Klagenfurt, Völkermarkt etc.                               | |
| Lazzarini Jakob                              | Istrien           | Großgrundbesitz                     |                                                            | Mandatsverzicht mit Schreiben vom 11. Februar 1883 |
| Lenz Alfred                                  | Niederösterreich  | Städte                              | Wien, III. Bezirk                                          | |
| Lewakowski Karol                             | Galizien          | Städte                              | Lemberg                                                    | am 4. Dezember 1884 angelobt |
| Liebieg Franz von                            | Böhmen            | Städte                              | Reichenberg                                                | Mandatsverzicht in der Sitzung am 30. November 1880 verkündet |
| Liechtenstein Alfred, Prinz von und zu       | Steiermark        | Landgemeinden                       | Feldbach, Radkersburg etc.                                 | |
| Liechtenstein Aloys, Prinz von und zu        | Steiermark        | Landgemeinden                       | Hartberg, Weiz etc.                                        | |
| Lienbacher Georg                             | Salzburg          | Landgemeinden                       | Salzburg, Golling etc.                                     | am 23. Februar 1882 angelobt, Mandatsverzicht in der Sitzung am 22. Jänner 1884 verkündet |
| Lobkowicz Ferdinand                          | Böhmen            | Großgrundbesitz                     |                                                            | |
| Lobkowicz Georg Christian                    | Böhmen            | Landgemeinden                       | Pisek, Strakonitz etc.                                     | Mandatsverzicht in der Sitzung am 22. Jänner 1884 verkündet |
| Löblich Franz                                | Niederösterreich  | Städte                              | Wien, IX. Bezirk                                           | |
| Lohninger Mathias                            | Steiermark        | Großgrundbesitz                     |                                                            | 1882 verstorben |
| Lorenzoni Peter                              | Tirol             | Landgemeinden                       | Cles, Fondo etc.                                           | am 18. Dezember 1882 angelobt |
| Loudon Ernst                                 | Mähren            | Großgrundbesitz                     |                                                            | |
| Łoziński Władysław                           | Galizien          | Städte                              | Przemysl, Grodek etc.                                      | am 4. Dezember 1883 angelobt |
| Lützow Karl                                  | Mähren            | Großgrundbesitz                     |                                                            | wurde als Ersatz für Ernst Loudon gewählt, verzichtete jedoch nach der Wahl auf sein mandat |
| Lustkandl Wenzel                             | Niederösterreich  | Städte                              | Baden, Mödling, Schwechat etc.                             | |
| Mackowitz Alois                              | Tirol             | Großgrundbesitz                     | zweiter Wahlkörper                                         | am 9. Oktober 1879 angelobt |
| Madeyski-Poray Stanisław                     | Galizien          | Landgemeinden                       | Bochnia, Brzesko etc.                                      | |
| Magg Julius                                  | Steiermark        | Handels- und Gewerbekammer          | Graz                                                       | |
| Mannsfeld Hieronymus                         | Böhmen            | Großgrundbesitz                     |                                                            | 1881 verstorben |
| Margheri-Comandona Albin                     | Krain             | Städte / Handels- und Gewerbekammer | Rudolfswerth, Weixelburg etc. / Krain                      | |
| Martusiewicz Józef Kazimierz                 | Galizien          | Landgemeinden                       | Tarnow, Pilzno, Dombrowa etc.                              | 1881 verstorben |
| Mašek Josef                                  | Böhmen            | Landgemeinden                       | Jičín, Neupaka etc.                                        | Mandatsverzicht in der Sitzung am 20. Jänner 1882 verkündet |
| Matscheko Michael                            | Niederösterreich  | Städte                              | Wien, IV. Bezirk                                           | |
| Mattuš Karlel                                | Böhmen            | Städte                              | Jungbunzlau, Turnau etc.                                   | |
| Mauthner Max                                 | Niederösterreich  | Handels- und Gewerbekammer          | Wien                                                       | |
| Meißler Anton                                | Böhmen            | Städte                              | Leitmeritz, Lobositz etc.                                  | |
| Menger Max                                   | Schlesien         | Städte                              | Jägerndorf, Olbersdorf, Freiwaldau etc.                    | |
| Mezník Antonín                               | Mähren            | Landgemeinden                       | Iglau, Trebitsch, Mährisch-Buwitz etc.                     | |
| Mieroszowski Stanisław                       | Galizien          | Landgemeinden / Städte              | Krakau, Wieliczka etc. / Krakau                            | Mandatsverzicht für das Landgemeindenmandat mit Schreiben vom 24. Jänner 1880, am 14. November 1881 auf dem Mandat der Stadt Krakau neuerlich angelobt                                         |
| Mikyška Alois                                | Mähren            | Landgemeinden                       | Wallachisch-Meseritsch, Ungarisch-Brod, Mistek etc.        | |
| Millevoi Peter                               | Istrien           | Großgrundbesitz                     |                                                            | am 11. April 1883 angelobt |
| Mitrofanowicz Basil                          | Bukowina          | Großgrundbesitz                     | erster Wahlkörper                                          | am 30. November 1880 angelobt |
| Monti Lovro                                  | Dalmatien         | Landgemeinden                       | Sebenico, Berlicca, Knin                                   | Mandatsverzicht mit Schreiben vom 1. Mai 1882 |
| Moritsch Anton                               | Kärnten           | Städte                              | Villach, Hermagor, Tarvis etc.                             | am 9. Oktober 1879 angelobt |
| Moro Leopold                                 | Kärnten           | Städte                              | Klagenfurt                                                 | |
| Moser Ferdinand                              | Oberösterreich    | Großgrundbesitz                     |                                                            | am 30. November 1880 angelobt |
| Müller Josef                                 | Böhmen            | Großgrundbesitz                     |                                                            | |
| Müller Josef                                 | Böhmen            | Landgemeinden                       | Saaz, Komotau, Brüx, Teplitz etc.                          | am 2. Dezember 1883 verstorben |
| Nabergoj Ivan                                | Triest            | Städte                              | Vierter Wahlkörper                                         | am 14. Oktober 1879 angelobt |
| Nadherny von Borutin Johann                  | Böhmen            | Großgrundbesitz                     |                                                            | am 19. Mai 1882 angelobt |
| Nakić Markus                                 | Dalmatien         | Landgemeinden                       | Sebenico, Berlicca, Knin                                   | am 9. Dezember 1882 angelobt |
| Nedopil Jakob                                | Mähren            | Landgemeinden                       | Littau, Mährisch-Trübau, Hohenstadt etc.                   | |
| Negrelli Nikolaus                            | Tirol             | Landgemeinden                       | Fondo, Cles etc.                                           | Mandatsverzicht in der Sitzung am 5. Dezember 1882 verkündet |
| Neubauer Franz                               | Böhmen            | Landgemeinden                       | Deutschbrod, Polna etc.                                    | 1883 verstorben |
| Neubauer Johann                              | Böhmen            | Landgemeinden                       | Jičín, Neupaka etc.                                        | am 5. Dezember 1882 angelobt |
| Neuber Wilhelm                               | Niederösterreich  | Städte                              | Wien, VI. Bezirk                                           | am 4. Dezember 1884 angelobt |
| Neumann Wenzel                               | Böhmen            | Landgemeinden                       | Reichenberg, Böhmisch-Aischa, Gablonz etc.                 | Mandatsverzicht in der Sitzung am 30. November 1880 verkündet |
| Neumayer Mathias                             | Salzburg          | Landgemeinden                       | St. Johann, Tamsweg, Zell am See etc.                      | |
| Neußer Franz                                 | Mähren            | Landgemeinden                       | Neutitschein, Weißkirchen in Mähren, mährische Enklaven    | |
| Neuwirth Josef                               | Mähren            | Handels- und Gewerbekammer          | Brünn                                                      | |
| Nischelwitzer Oswald                         | Kärnten           | Landgemeinden                       | Spital, Hermagor                                           | |
| Nitsche Friedrich                            | Böhmen            | Städte                              | Krumau, Kaplitz etc.                                       | |
| Noska Franz                                  | Oberösterreich    | Landgemeinden                       | Gmunden, Kirchdorf etc.                                    | |
| Obertraut Adolf                              | Böhmen            | Landgemeinden                       | Karlsbad, Joachimsthal etc.                                | |
| Oberndorfer Johann                           | Niederösterreich  | Landgemeinden                       | Amstetten, Ybbs, Scheibbs etc.                             | |
| Oborski Antoni                               | Galizien          | Landgemeinden                       | Lancut, Nisko etc.                                         | |
| Obrazschai Franz                             | Schlesien         | Landgemeinden                       | Teschen, Freistadt, Bielitz etc.                           | |
| Obresa Adolf                                 | Krain             | Landgemeinden                       | Adelsberg, Planina etc.                                    | |
| Oelz Josef Anton                             | Vorarlberg        | Landgemeinden                       | Bregenz, Bregenzerwald etc.                                | |
| Ofenheim von Ponteuxin Victor                | Bukowina          | Städte                              | Suczawa, Sereth, Radautz etc.                              | Mandatsverzicht mit Schreiben vom 29. Jänner 1880 |
| Ofner Johann                                 | Niederösterreich  | Städte                              | St. Pölten, Scheibbs, Klosterneuburg etc.                  | |
| Oliva Alois                                  | Böhmen            | Städte                              | Karolinenthal, Vyšehrad etc.                               | am 30. November 1880 angelobt |
| Onyszkiewicz Mieczysław                      | Galizien          | Großgrundbesitz                     |                                                            | |
| Oppenheimer Ludwig                           | Böhmen            | Großgrundbesitz                     |                                                            | |
| Ottitsch Josef                               | Kärnten           | Landgemeinden                       | St. Veit, Wolfsberg etc.                                   | Mandatsverzicht per Schreiben vom 2. Mai 1882 |
| Ozarkiewicz Jan                              | Galizien          | Landgemeinden                       | Kołomyja, Kossow, Sniatyn etc.                             | |
| Pacher von Theinburg Gustav                  | Kärnten           | Handels- und Gewerbekammer          | Klagenfurt                                                 | |
| Pajer-Monriva Alojzij                        | Görz und Gradisca | Großgrundbesitz                     |                                                            | |
| Panowsky Karl                                | Mähren            | Städte                              | Znaim, Datschitz etc.                                      | |
| Pauer Johann Paul                            | Steiermark        | Großgrundbesitz                     |                                                            | |
| Peez Alexander                               | Böhmen            | Handels- und Gewerbekammer          | Reichenberg                                                | |
| Pęgowski Ladislaus                           | Galizien          | Großgrundbesitz                     |                                                            | am 16. April 1880 angelobt, 1881 verstorben |
| Penk Wenzel                                  | Böhmen            | Landgemeinden                       | Selčan, Mühlhausen, Beneschau etc.                         | am 30. November 1880 angelobt |
| Pfeifer Franz                                | Böhmen            | Großgrundbesitz                     |                                                            | |
| Pfeifer Wilhelm                              | Krain             | Landgemeinden                       | Rudolfswerth, Gurkfeld, Tschernembl etc.                   | |
| Pfeil-Scharffenstein Alfred                  | Böhmen            | Großgrundbesitz                     |                                                            | Mandatsverzicht in der Sitzung am 22. Jänner 1884 verkündet |
| Pflügl Albert                                | Oberösterreich    | Landgemeinden                       | Wels, Vöcklabruck etc.                                     | |
| Pirko Karl                                   | Niederösterreich  | Landgemeinden                       | St. Pölten, Mölk, Lilienfeld, Tulln etc.                   | |
| Pirquet Peter                                | Niederösterreich  | Großgrundbesitz                     |                                                            | |
| Pitey Michael                                | Bukowina          | Landgemeinden                       | Suczawa, Radautz etc.                                      | am 30. November 1880 angelobt, Mandatsverzicht in der Sitzung am 5. Dezember 1882 ver-kündet                                                                                                   |
| Plass Johann                                 | Oberösterreich    | Landgemeinden                       | Linz, Steyr etc.                                           | am 14. November 1881 angelobt |
| Platzer Vilém                                | Böhmen            | Landgemeinden                       | Budweis, Wittingau etc.                                    | |
| Plener Ernst                                 | Böhmen            | Handels- und Gewerbekammer          | Eger                                                       | |
| Pöck Josef                                   | Niederösterreich  | Städte                              | Wiener Neustadt, Neunkirchen etc.                          | |
| Poklukar Josip                               | Krain             | Städte / Handels- und Gewerbekammer | Adelsberg, Idria etc. / Krain                              | |
| Polak Otto                                   | Böhmen            | Städte                              | Falkenau, Elbogen etc.                                     | |
| Portheim Eduard                              | Böhmen            | Handels- und Gewerbekammer          | Prag                                                       | am 30. November 1880 angelobt |
| Portugall Ferdinand                          | Steiermark        | Städte                              | Graz, Vorstädte                                            | |
| Posch Alois                                  | Steiermark        | Landgemeinden                       | Bruck, Leoben etc.                                         | |
| Posselt Kajetan                              | Böhmen            | Großgrundbesitz                     |                                                            | am 9. Oktober 1879 angelobt |
| Potocki Roman                                | Galizien          | Landgemeinden                       | Brzeżany, Rohatyn, Podhajce etc.                           | am 5. Dezember 1882 angelobt |
| Pozza Rafael                                 | Dalmatien         | Landgemeinden                       | Ragusa, Curzola etc.                                       | am 14. Oktober 1879 angelobt |
| Prachenský Josef                             | Böhmen            | Städte                              | Jičín, Sobotka etc.                                        | Mandatsverzicht in der Sitzung am 5. Dezember 1882 verkündet |
| Pretis de Cagnodo Sisinio                    | Böhmen            | Großgrundbesitz                     |                                                            | am 21. November 1879 angelobt, Mandatsverzicht in der Sitzung am 17. März 1882 verkündet |
| Promber Adolf                                | Mähren            | Städte                              | Kremsier, Ungarisch-Hradisch etc.                          | |
| Poskowetz Emanuel                            | Mähren            | Handels- und Gewerbekammer          | Olmütz                                                     | |
| Puzyna Julian                                | Galizien          | Landgemeinden                       | Stanislau, Bohorodczany etc.                               | |
| Raab Eduard                                  | Niederösterreich  | Großgrundbesitz                     |                                                            | |
| Rabl Josef                                   | Triest            | Stadt Triest                        | zweiter und dritter Wahlkörper                             | Mandatsverzicht in der Sitzung am 20. Jänner 1882 verkündet |
| Raczyński Klemens                            | Galizien          | Handels- und Gewerbekammer          | Lemberg                                                    | am 30. November 1880 angelobt |
| Raič Božidar                                 | Steiermark        | Landgemeinden                       | Pettau, Rohitsch, Luttenberg etc.                          | am 8. Februar 1884 angelobt |
| Rapoport von Porada Arnold                   | Galizien          | Handels- und Gewerbekammer          | Krakau                                                     | |
| Rayski Tomasz                                | Galizien          | Großgrundbesitz                     |                                                            | am 14. März 1881 angelobt, 1885 verstorben |
| Rechbauer Karl                               | Steiermark        | Städte                              | Graz                                                       | |
| Rendić-Miočević Doimus                       | Dalmatien         | Städte / Handels- und Gewerbekammer | Spalato                                                    | |
| Reschauer Heinrich                           | Böhmen            | Städte                              | Falkenau, Elbogen etc.                                     | Mandatsverzicht mit Schreiben vom 7. Mai 1884, am 4. Dezember 1884 auf demselben Mandat neuerlich angelobt                                                                                     |
| Richter Franz                                | Böhmen            | Städte                              | Schluckenau, Hainspach etc.                                | Mandatsverzicht in der Sitzung am 5. Dezember 1882 verkündet |
| Richter Franz                                | Niederösterreich  | Städte                              | Korneuburg, Stockerau, Zistersdorf etc.                    | am 19. April 1883 angelobt |
| Rieger František Ladislav                    | Böhmen            | Städte                              | Prag, Neustadt                                             | |
| Ritter Valerius                              | Steiermark        | Städte                              | St. Veit, Friesach, Wolfsberg, Völkermarkt etc.            | |
| Rittner Edward                               | Galizien          | Städte                              | Przemysl, Grodek etc.                                      | am 30. November 1880 angelobt, Mandatsverzicht in der Sitzung am 4. Dezember 1883 ver-kündet                                                                                                   |
| Rohrmann Moritz                              | Schlesien         | Großgrundbesitz                     |                                                            | |
| Romaszkan Jakob                              | Galizien          | Großgrundbesitz                     |                                                            | am 4. Dezember 1884 angelobt |
| Roser Franz                                  | Böhmen            | Landgemeinden                       | Trautenau, Hohenelbe etc.                                  | |
| Roth Karl                                    | Böhmen            | Städte                              | Časlau, Kuttenberg, Chrudim etc.                           | Mandatsverzicht in der Sitzung am 30. November 1880 verkündet |
| Ruczka Ludwik                                | Galizien          | Großgrundbesitz                     |                                                            | |
| Ruf Anton                                    | Niederösterreich  | Landgemeinden                       | Korneuburg, Ober-Hollabrunn etc.                           | |
| Russ Victor Wilhelm                          | Böhmen            | Städte                              | Karlsbad, Joachimsthal etc.                                | |
| Rydzowski Andrzej                            | Galizien          | Städte                              | Krakau                                                     | 1881 verstorben |
| Salm Hugo                                    | Mähren            | Großgrundbesitz                     |                                                            | |
| Salm-Reifferscheid Louis                     | Böhmen            | Großgrundbesitz                     |                                                            | |
| Salm-Reifferscheid Siegfried                 | Böhmen            | Großgrundbesitz                     |                                                            | am 22. Jänner 1884 angelobt |
| Sametz Adalbert                              | Böhmen            | Städte                              | Leitomischl, Polička, Landskron etc.                       | am 4. Dezember 1883 angelobt |
| Sax Emil                                     | Schlesien         | Städte / Handels- und Gewerbekammer | Troppau                                                    | |
| Schäffer Christian                           | Böhmen            | Großgrundbesitz                     |                                                            | |
| Scharschmid von Adlertreu Max                | Böhmen            | Großgrundbesitz                     |                                                            | |
| Schaup Wilhelm                               | Oberösterreich    | Handels- und Gewerbekammer          | Linz                                                       | Mandatsverzicht in der Sitzung am 18. März 1884 verkündet, am 8. Mai 1884 nah Wiederwahl erneut angelobt                                                                                       |
| Schier Josef                                 | Böhmen            | Handels- und Gewerbekammer / Städte | Budweis / Budweis                                          | Mandatsverzicht in der Sitzung am 4. Dezember 1884 verkündet, am selben Tag auf dem Mandat der Stadt Budweis neuerlich angelobt                                                                |
| Schindler Karl                               | Böhmen            | Landgemeinden                       | Časlau, Kuttenberg etc.                                    | am 14. November 1881 angelobt |
| Schmidbauer Josef                            | Steiermark        | Landgemeinden                       | Graz, Voitsberg etc.                                       | |
| Schmiderer Josef                             | Steiermark        | Städte                              | Marburg, Windisch-Feistritz etc.                           | am 30. November 1880 angelobt |
| Schmidt Anton                                | Mähren            | Landgemeinden                       | Olmütz, Sternberg, Schönberg etc.                          | |
| Schmuk Rudolf                                | Schlesien         | Landgemeinden                       | Troppau, Wagstadt ohne mährische Enklaven etc.             | |
| Schneid von Treuenfeld Josef                 | Krain             | Städte / Handelskammer              | Laibach                                                    | Mandatsverzicht in der Sitzung am 5. Dezember 1882 verkündet |
| Schöffel Josef                               | Niederösterreich  | Landgemeinden                       | Hietzing, Bruck, Schwechat etc.                            | |
| Schönerer Georg                              | Niederösterreich  | Landgemeinden                       | Zwettl, Waidhofen an der Thaya, Dobersberg etc.            | |
| Schreiber Simon                              | Galizien          | Städte                              | Kołomyja, Sniatyn, Buczacz etc.                            | am 25. März 1883 verstorben |
| Schwab Adolf                                 | Böhmen            | Handels- und Gewerbekammer          | Prag                                                       | |
| Schwarzenberg Adolf                          | Böhmen            | Landgemeinden                       | Prachatic, Schüttenhofen, Oberplan etc.                    | |
| Schwegel Josef                               | Krain             | Großgrundbesitz                     |                                                            | |
| Siegl Eduard                                 | Schlesien         | Landgemeinden                       | Freudenthal, Freiwaldau etc.                               | |
| Siegmund Franz                               | Böhmen            | Handels- und Gewerbekammer          | Reichenberg                                                | Mandatsverzicht in der Sitzung am 4. Dezember 1883 verkündet |
| Skarszewski-Żuk Faustin                      | Galizien          | Großgrundbesitz                     |                                                            | |
| Skene Alfred                                 | Mähren            | Städte                              | Neutitschein, Stramberg etc.                               | |
| Skopalik Franz                               | Mähren            | Landgemeinden                       | Kremsierm Prerau, Proßnitz etc.                            | |
| Skrzyński Ludwik                             | Galizien          | Großgrundbesitz                     |                                                            | am 18. November 1879 angelobt |
| Smarzewski Seweryn Walenty                   | Galizien          | Großgrundbesitz                     |                                                            | |
| Smolka Franciszek                            | Galizien          | Städte                              | Lemberg                                                    | |
| Sochor von Friedrichsthal Eduard             | Galizien          | Städte                              | Brody, Złoczów etc.                                        | |
| Spaun Max                                    | Oberösterreich    | Städte                              | Freistadt, Perg, Rohrbach, Enns etc.                       | |
| Spens Emanuel                                | Schlesien         | Großgrundbesitz                     |                                                            | |
| Spławiński Jan                               | Galizien          | Städte                              | Tarnow, Bochina etc.                                       | |
| Sprung Franz                                 | Steiermark        | Städte                              | Judenburg, Neumarkt, Murau, Liezen, Gröbming etc.          | am 5. Dezember 1882 angelobt |
| Šrom František Alois                         | Mähren            | Landgemeinden                       | Wallachisch-Meseritsch, Ungarisch-Brod, Mistek etc.        | |
| Stadnicki Jan                                | Galizien          | Landgemeinden                       | Tarnow, Pilzno, Dombrowa etc.                              | am 20. Jänner 1882 angelobt |
| Stangler Josef                               | Böhmen            | Großgrundbesitz                     |                                                            | |
| Starzeński August                            | Galizien          | Großgrundbesitz                     |                                                            | |
| Starzyński Stanisław                         | Galizien          | Großgrundbesitz                     |                                                            | am 4. Dezember 1884 angelobt |
| Steidl Anton                                 | Böhmen            | Landgemeinden                       | Pilsen, Kralowitz etc.                                     | am 30. November 1880 angelobt |
| Steiner Anton                                | Böhmen            | Landgemeinden                       | Saaz, Komotau, Brüx, Teplitz etc.                          | am 22. Jänner 1884 angelobt |
| Sternbach Ferdinand                          | Tirol             | Landgemeinden                       | Innsbruck, Sterzing etc.                                   | |
| Stendel Johann                               | Niederösterreich  | Städte                              | Wien, V. Bezirk                                            | |
| Stibitz Josef                                | Böhmen            | Landgemeinden                       | Leitmeritz, Wegstädtl, Aussig etc.                         | |
| Stockau Georg von                            | Mähren            | Großgrundbesitz                     |                                                            | |
| Stöhr Anton                                  | Böhmen            | Städte                              | Mies, Kladrau etc.                                         | |
| Stourzh Franz                                | Niederösterreich  | Städte                              | Wien, VIII. Bezirk                                         | am 5. Dezember 1882 angelobt |
| van der Strass Karl                          | Mähren            | Städte                              | Brünn                                                      | am 29. Mai 1880 verstorben |
| Streer von Streeruwitz Adolf                 | Böhmen            | Landgemeinden                       | Mies, Bischofteinitz, Pfraumberg etc.                      | |
| Sturm Eduard                                 | Mähren            | Städte                              | Iglau, Trebitsch etc.                                      | |
| Styrczea Viktor                              | Bukowina          | Großgrundbesitz                     | zweiter Wahlkörper                                         | |
| Suda Johann                                  | Böhmen            | Städte                              | Pisek, Taus etc.                                           | |
| Sueß Eduard                                  | Niederösterreich  | Städte                              | Wien, II. Bezirk                                           | |
| Sueß Friedrich                               | Niederösterreich  | Landgemeinden                       | Sechshaus etc.                                             | |
| Šulc Wenzel                                  | Galizien          | Landgemeinden                       | Příbram, Hořowitz etc.                                     | am 4. Dezember 1883 angelobt |
| Šupuk Anton                                  | Dalmatien         | Städte / Handels- und Gewerbekammer | Zara                                                       | |
| Suttner Gustav                               | Niederösterreich  | Großgrundbesitz                     |                                                            | |
| Talíř Matouš                                 | Böhmen            | Städte                              | Kolin, Poděbrad etc.                                       | am 30. November 1880 angelobt |
| Tarnowski Jan                                | Galizien          | Landgemeinden                       | Ropczyce, Miekec, Tarnobrzeg etc.                          | |
| Taufferer Benno                              | Krain             | Großgrundbesitz                     |                                                            | |
| Tausche Anton                                | Böhmen            | Landgemeinden                       | Eger, Asch, Graslitz etc.                                  | |
| Graf von Terlago Robert                      | Tirol             | Großgrundbesitz                     | zweiter Wahlkörper                                         | |
| Teuschl Josef                                | Triest            | Handels- und Gewerbekammer          | Triest                                                     | Mandatsverzicht in der Sitzung am 20. Jänner 1882 verkündet |
| Thun-Hohenstein Franz                        | Böhmen            | Großgrundbesitz                     |                                                            | Mandatsverzicht in der Sitzung am 20. Jänner 1882 verkündet |
| Thurnher Johann                              | Vorarlberg        | Landgemeinden                       | Feldkirch, Bludenz etc.                                    | |
| Tilšer František                             | Böhmen            | Landgemeinden                       | Karolinenthal, Brandeis etc.                               | |
| Tomaszczuk Constantin                        | Bukowina          | Landgemeinden                       | Czernowitz, Storotynetz, Sereth etc.                       | |
| Tonkli Josip                                 | Görz und Gradisca | Landgemeinden                       | Görz, Tolmein, Sessana etc.                                | am 30. November 1880 angelobt |
| Tonner Emanuel                               | Böhmen            | Landgemeinden                       | Raudnitz, Laun, Melnik etc.                                | am 5. März 1880 angelobt, wechselte am 13. Dezember 1883 auf das Mandat der Landgemeinden Deutschbrod etc.                                                                                     |
| Towarnicki Ambros                            | Galizien          | Städte                              | Rzeszow, Jaroslau                                          | 1884 verstorben |
| Trojan Pravoslav Alois                       | Böhmen            | Landgemeinden                       | Smichov, Königsall, Unhost etc.                            | |
| Tyszkiewicz Zdzisław                         | Galizien          | Landgemeinden                       | Rzeszów, Kolbuszowa etc.                                   | |
| Tyszkowski Anton                             | Galizien          | Landgemeinden                       | Przemysl, Bircza etc.                                      | am 25. April 1882 angelobt |
| Tyszkowski Józef                             | Galizien          | Landgemeinden                       | Przemysl, Bircza etc.                                      | am 2. Februar 1882 verstorben |
| Urbanek Josef                                | Böhmen            | Landgemeinden                       | Leitomischl, Polička, Landskron etc.                       | Im April 1884 verstorben |
| Valussi Eugenio Carlo                        | Görz und Gradisca | Landgemeinden                       | Gradisca, Cormons, Cervignano, Monfalcone etc.             | |
| Vašatý Jan                                   | Böhmen            | Landgemeinden                       | Pisek, Strakonitz etc.                                     | |
| Veselý Hubert                                | Böhmen            | Städte                              | Kolin, Poděbrad etc.                                       | |
| Vetter von der Lilie Felix                   | Mähren            | Großgrundbesitz                     |                                                            | |
| Vidulich Franz                               | Istrien           | Städte / Handels- und Gewerbekammer | Parenzo, Capod'Istria, Pirano etc. / Rovigno               | |
| Vielguth Hermann                             | Oberösterreich    | Städte                              | Linz, Urfahr, Ottensheim, Gallneukirchen                   | am 15. Jänner 1883 angelobt |
| Vitezić Dinko                                | Istrien           | Landgemeinden                       | Pisino. Volosca, Cherso, Veglia, Lussin etc.               | |
| Vojnović-Užički Georg                        | Dalmatien         | Landgemeinden                       | Cattaro, Risino, Budua etc.                                | |
| Vorel Ludwig                                 | Böhmen            | Landgemeinden                       | Příbram, Hořowitz etc.                                     | am 30. November 1880 angelobt, Mandatsverzicht in der Sitzung am 4. Dezember 1883 ver-kündet                                                                                                   |
| Vorst von Gudenau Ernst                      | Mähren            | Großgrundbesitz                     |                                                            | Mandatsverzicht wegen Übersiedlung in die Rheinprovinz, in der Sitzung am 4. Dezember 1883 verkündet                                                                                           |
| Vošnjak Josip                                | Steiermark        | Landgemeinden                       | Cilli, Rann etc.                                           | |
| Vucetich von Bielitz Johann                  | Triest            | Handels- und Gewerbekammer          | Triest                                                     | am 10. Februar 1882 angelobt |
| Wagner Heinrich                              | Bukowina          | Handels- und Gewerbekammer          | Czernowitz                                                 | |
| Waibel Johann Georg                          | Vorarlberg        | Städte / Handels- und Gewerbekammer | Bregenz, Feldkirch, Bludenz, Dornbirn, ezc. / Feldkirch    | |
| Waldert Anton                                | Böhmen            | Landgemeinden                       | Plan, Tepl, Tachau etc.                                    | |
| Walterskirchen Robert                        | Steiermark        | Städte                              | Judenburg, Neumarkt, Murau, Liezen, Gröbming etc.          | am 14. Oktober 1879 angelobt, Mandatsverzicht per Schreiben vom 20. März 1882, am 6. Mai 1882 nach Wiederwahl neuerlich angelobt und am 5. Dezember 1882 neuerlicher Mandatsverzicht verkündet |
| Weber Franz                                  | Mähren            | Landgemeinden                       | Auspitz, Gaya etc.                                         | |
| Weeber August                                | Mähren            | Städte                              | Olmütz, Proßnitz, Deutschbrod etc.                         | |
| Wegscheider Johann                           | Salzburg          | Städte                              | St. Johann, Werfen, Radstadt etc.                          | |
| Weigel Ferdynand                             | Galizien          | Städte                              | Krakau                                                     | Mandatsverzicht in der Sitzung am 14. November 1881 verkündet |
| Weiss Adolf                                  | Böhmen            | Großgrundbesitz                     |                                                            | |
| Weitlof Moritz                               | Niederösterreich  | Städte                              | Wien, I. Bezirk                                            | am 28. April 1881 angelobt |
| Wickhoff Franz                               | Oberösterreich    | Landgemeinden                       | Schärding, Eferding etc.                                   | |
| Wiedersperg Gustav                           | Böhmen            | Landgemeinden                       | Tabor, Sobeslau etc.                                       | |
| Wiesenburg Adolf                             | Niederösterreich  | Städte                              | Wien, VII. Bezirk                                          | |
| Wieser Josef                                 | Tirol             | Großgrundbesitz                     | erster Wahlkörper                                          | |
| Wildauer von Wildhausen Tobias               | Tirol             | Städte                              | Innsbruck, Hall etc.                                       | |
| Windisch-Grätz Ernst                         | Krain             | Landgemeinden                       | Gottschee, Treffen, Rathschach etc.                        | am 15. Jänner 1880 angelobt |
| Winkler Andrej                               | Görz und Gradisca | Landgemeinden                       | Görz, Tolmein, Sessana etc.                                | Mandatsverzicht in der Sitzung am 30. November 1880 verkündet |
| Winterholler Gustav                          | Mähren            | Städte                              | Brünn                                                      | am 23. Jänner 1883 angelobt |
| Wittmann Paul                                | Triest            | Stadt Triest                        | erster Wahlkörper                                          | |
| Wolanski Erasmus                             | Galizien          | Landgemeinden                       | Trembowla, Husiatyn etc.                                   | |
| Wolfrum Karl                                 | Böhmen            | Städte                              | Aussig, Karbitz etc.                                       | |
| Wolkenstein-Rodenegg Arthur                  | Tirol             | Großgrundbesitz                     | zweiter Wahlkörper                                         | am 18. November 1881 angelobt |
| Wolkenstein Leopold                          | Böhmen            | Großgrundbesitz                     |                                                            | |
| Wolski Ludwik                                | Galizien          | Städte                              | Lemberg                                                    | Mandatsverzicht mit Schreiben vom 4. Februar 1883 |
| Wrann Bartholomäus                           | Kärnten           | Landgemeinden                       | Villach, Ferlach etc.                                      | |
| Wünsche Josef                                | Böhmen            | Städte                              | Rumburg Schönlinde etc.                                    | |
| Wurm Ignaz                                   | Mähren            | Städte                              | Holleschau, Bistritz am Hostein etc.                       | |
| Wurmbrand Gundacker                          | Steiermark        | Handels- und Gewerbekammer          | Graz                                                       | |
| Zacharjewicz von Lwigrod Julian              | Galizien          | Städte                              | Lemberg                                                    | am 13. April 1883 angelobt, Mandatsverzicht in der Sitzung am 3. April 1884 verkündet |
| Zallinger-Stillendorf Franz                  | Tirol             | Landgemeinden                       | Bozen, Meran etc.                                          | |
| Zamonyski Johann                             | Galizien          | Landgemeinden                       | Sambor, Staremiasto, Turka etc.                            | |
| Zapałowicz Ignaz                             | Galizien          | Landgemeinden                       | Wadowice, Myslenice etc.                                   | am 4. Dezember 1883 angelobt |
| Zatorski Maksymliljan                        | Galizien          | Städte                              | Krakau                                                     | am 11. März 1881 angelobt |
| Zborowski Ignacy                             | Galizien          | Landgemeinden                       | Złoczów, Przemyślany etc.                                  | |
| Zedzwitz Karl Moritz                         | Böhmen            | Großgrundbesitz                     |                                                            | |
| Zehetmayr Johann                             | Oberösterreich    | Landgemeinden                       | Schärding, Eferding etc.                                   | |
| Zeilberger Johann                            | Oberösterreich    | Landgemeinden                       | Linz, Steyr etc.                                           | 1881 verstorben |
| Zeithammer Ottokar                           | Böhmen            | Städte                              | Königgrätz, Nachod, Neustadt etc.                          | |
| Zotta Johann                                 | Bukowina          | Landgemeinden                       | Wiznitz, Kotzmann etc.                                     | |
| Zschock Ludwig                               | Steiermark        | Handels- und Gewerbekammer          | Leoben                                                     | |
| Žák Jan                                      | Böhmen            | Städte                              | Pardubitz. Holic etc.                                      | |